# Mia Couto
Mia Couto (n. 5 iulie 1955, Beira, Mozambic) este un scriitor mozambican de origine portugheză. S-a născut ca António Emílio Leite Couto într-o familie de coloniști portughezi, în timpul perioadei coloniale. Fiind vorbitor nativ de portugheză, el mai vorbește shona și engleza ca limbi secundare.
Lucrările sale, scrise în limba portugheză, au fost traduse și publicate în aproape 25 de țări. În limba română au fost publicate romanele "Veranda cu frangipani" (Editura Art, București, 2008, trad. Mioara Caragea) și "Confesiunile leoaicei" (Editura Polirom, Iași, 2017, trad. Simina Popa). A fost recompensat pentru opera sa cu Premiul Camões (2013), cel mai important premiu literar al lumii lusofone și cu Premiul Internațional Neustadt pentru Literatură (2014).